# Danny Thomas-Diplomat Classic
O Danny Thomas-Diplomat Classic foi um torneio de golfe no PGA Tour, que decorreu entre os dias 4 e 7 de dezembro de 1969 no Diplomat Presidential Country Club do sul da Flórida, localizado entre Miami e Fort Lauderdale. Arnold Palmer venceu o torneio, que lhe rendeu vinte e cinco mil dólares americanos. Foi o último evento do ano e foi disputado na frente de um evento satélite, o West End Classic. Embora o torneio tenha sido disputado por apenas um ano, Danny Thomas continuaria a emprestar seu nome a um evento do PGA Tour pelos próximos quinze anos: o Danny Thomas Memphis Classic decorreu entre os anos de 1970 e 1984.

## Campeão
| Ano  | Campeão       | Pontuação   | Pontuação |
| ---- | ------------- | ----------- | --------- |
| 1969 | Arnold Palmer | 270 tacadas | –18       |